# Rudolf Nébald
Rudolf Nébald, född den 7 september 1952 i Budapest, Ungern, är en ungersk fäktare som tog OS-brons i herrarnas lagtävling i sabel i samband med de olympiska fäktningstävlingarna 1980 i Moskva.